# Children...
Pour les articles homonymes, voir Children.
Pour plus de détails, voir Fiche technique et Distribution.
Children… (hangeul : 아이들… ; RR : aideul… ; litt. « enfants… ») est un film sud-coréen réalisé par Lee Kyoo-man et sorti en 2011.
Il s'inspire de l'affaire des Frog Boys : cinq enfants âgés de 9 à 13 ans étaient partis à la recherche de grenouilles au Mont Waryong à Daegu pour ne plus rentrer en mars 1991,.

## Synopsis
Au début des années 1990, à Daegu, en plein dans une journée d'élections, cinq enfants partent se promener à la montagne mais ils ne rentrent pas à la maison : ils ont disparu sans laisser trace. Cinq ans plus tard, les recherches sont peu à peu délaissées. Un journaliste, muté dans cette ville, y apprend la disparition des enfants et tente de reprendre l'affaire en compagnie d'un professeur d'université et de deux hommes. Au fil des jours, des semaines, des mois, des années, l'affaire mène à un scandale : les corps ont été retrouvés onze ans plus tard…

## Fiche technique
Sauf indication contraire ou complémentaire, les informations mentionnées dans cette section peuvent être confirmées par la base de données de KMDb
- Titre original : 아이들…
- Titre international : Children…
- Réalisation : Lee Kyoo-man
- Scénario : Lee Hyeon-jin et Lee Kyoo-man
- Musique : Choi Seung-hyun
- Décors : Park Il-hyeon et Lee Mok-won
- Costumes : Kim Yu-seon
- Photographie : Ki Se-hoon
- Son : Seong Yoon-yong et Lee In-gyoo
- Montage : Kim Chang-ju
- Production : Lee Yong-ho et Son Kwang-ik
  - Production exécutive : Eom Joo-young
- Société de production : Noori Pictures
- Société de distribution : Lotte Entertainment
- Pays de production :  Corée du Sud
- Langue originale : coréen
- Format : couleur - 1,85:1 - 35 mm
- Genres : drame, policier, thriller
- Durée : 132 minutes
- Dates de sortie :
  - Corée du Sud : 11 janvier 2011 (avant-première à Séoul)[3] ; 17 février 2011 (sortie nationale)
- Classification :
  - Corée du Sud : convient aux 15 ans et plus

## Distribution
- Park Yong-woo (en) : Kang Ji-seung, producteur des documentaires
- Ryoo Seung-ryong : Hwang Woo-hyeok, professeur de psychologie
- Seong Dong-il (en) : l'inspecteur Park
- Joo Jin-mo (en) : le directeur Ahn
- Seong Ji-roo (en) : le père de Jong-ho
- Kim Yeo-jin (en) : la mère de Jong-ho
- Park Byung-eun (en) : Kim Joo-hwan
- Kim Goo-taek : le père de Won-il
- Park Mi-hyeon : la mère de Won-il
- Lee Sang-hee : le père de Yong-ok
- Jo Deok-jae : le père de Dong-pil
- Seo Young-hwa : la mère de Dong-pil
- Nam Sang-baek : le père de Cheol-woo
- Lee Ee-soo : la mère de Cheol-woo
- Jeong Gye-soon : la grand-mère de Jong-ho
- Ra Mi-ran : la médium

## Production

### Genèse et développement
Après son premier long métrage Return (2007), Lee Kyoo-man s'est concentré sur le scénario de Children… pendant trois ans, en compagnie de son épouse, Lee Hyeon-jin. Ils se sont avant tout inspirés du livre 아이들은 산에 가지 않았다 (litt. « Les enfants ne sont pas allés à la montagne », publié en novembre 2005) du professeur de psychologie, Kim Ga-won, qui avait accusé l'un des parents des enfants disparus d’être criminel, pour lequel il a, par la suite, été poursuivi pour diffamation étant donné que l'hypothèse s'est avéré incorrect. Ils ont également rencontré les parents des enfants disparus, les enquêteurs et le médecin légiste, ayant pratiqué les autopsies des squelettes des enfants.

« J'ai beaucoup réfléchi parce que c'était une affaire très sensible et qui pourrait blesser les parents des enfants disparus. […] J'ai essayé de le filmer avec mon cœur. »

— Lee Kyoo-man

### Attribution des rôles
Début mai 2010, Park Yong-woo est annoncé dans le rôle principal, incarnant Kang Ji-seung, un policier qui enquête sur la vérité sur cette affaire. Début juillet, les acteurs Ryoo Seung-ryong, Seong Dong-il, Joo Jin-mo, Seong Ji-roo et Kim Yeo-jin sont révélées en plein tournage.

### Tournage

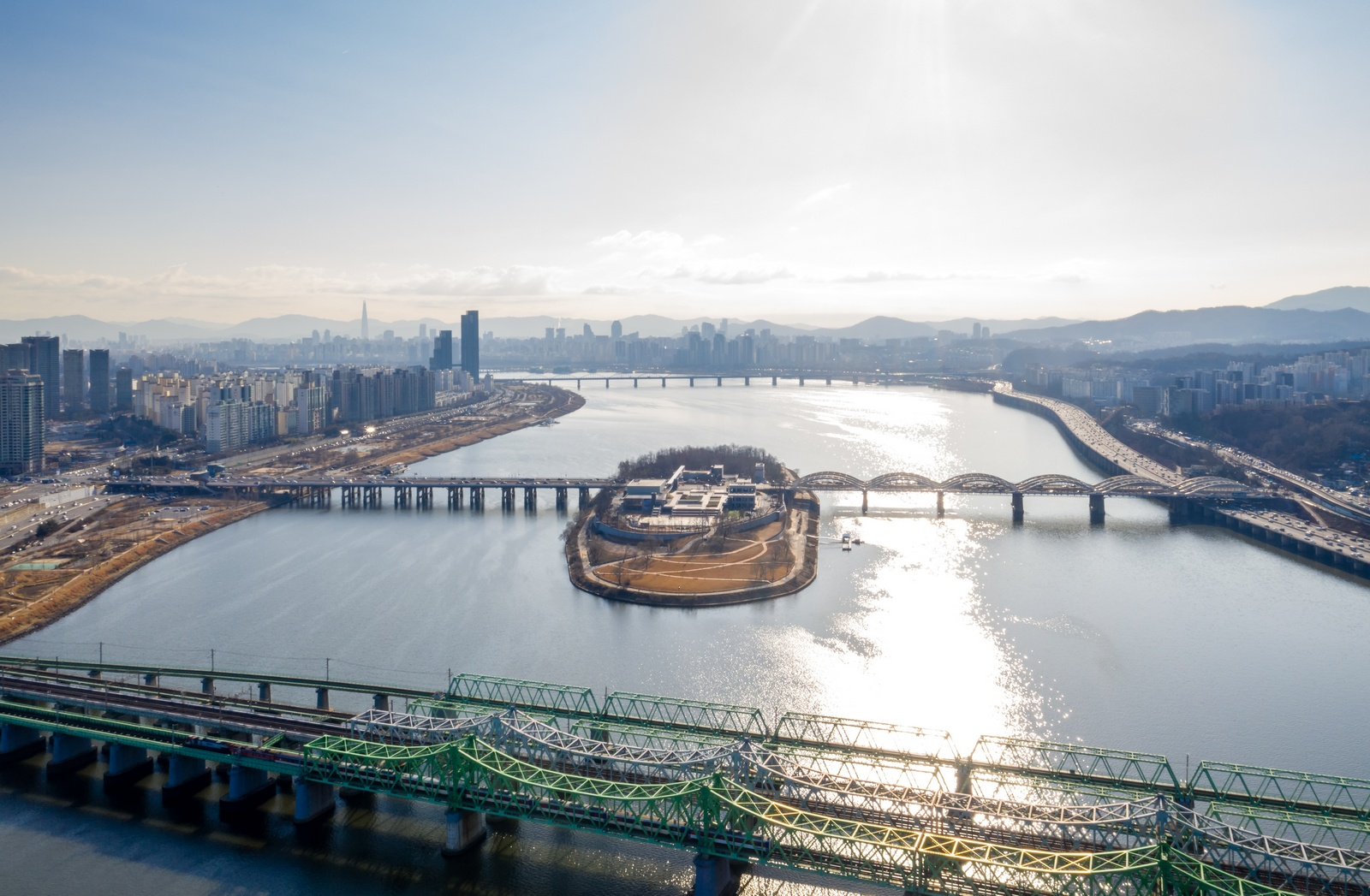
L'île de Nodeulseom, à Séoul.

Le tournage débute le 26 mars 2010 pour la scène où les enfants quittent la maison. Le 28 juin suivant, il a lieu sur l'héliport de l'île de Nodeulseom (en) à Séoul et, le 3 octobre, au studio 6 (제6스튜디오) à Namyangju (Gyeonggi).
Les prises de vues prennent fin le 2 novembre 2010.

## Accueil

### Sorties
Children… est présenté au Lotte Cinema Piccadilly, à Séoul, pour une conférence de presse et une projection en avant-première matinale, le 11 janvier 2011, avant sa sortie, le 17 février suivant, dans les salles obscures.

### Box-office
Deux semaines après sa sortie, le film se trouve à la première place du box-office sud-coréen avec 1,39 millions de spectateurs.
| Pays ou région | Box-office        | Date d'arrêt du box-office | Nombre de semaines |
| -------------- | ----------------- | -------------------------- | ------------------ |
| Corée du Sud   | 1 867 736 entrées | 27 mars 2011               | 8                  |

## Inspiré d'un fait divers
Le film est inspiré d'une affaire criminelle réelle, dans laquelle cinq jeunes garçons ont disparu le 26 mars 1991 lors d'une balade dans une colline boisée, proche de la ville de Daegu. Leurs corps ont été retrouvés seulement onze ans plus tard. L'autopsie a montré qu'ils avaient été tués par balle et par un instrument pointu. Le ou les assassins n'ont jamais été retrouvés.